# Bandvingad vråk
Bandvingad vråk (Buteo lineatus) är en nordamerikansk fågel i familjen hökar inom ordningen hökfåglar.

## Utseende
Adulta hanar mäter 43 till 58 centimeter, väger runt 550 gram och har ett genomsnittligt vingspann på 96 cm. Honorna är något större med en längd på 48 till 61 centimeter, en genomsnittlig vikt på 700 gram och ett genomsnittligt vingspann på 105 centimeter. Adulta individer har brunaktigt huvud, rödaktigt bröst, ljus buk med röda tvärgående ränder och mörk ovansida med ljusa fläckar. Stjärten, som är lång för att vara en Buteo-vråk, har tunna vita tvärgående streck. Hos sittande fåglar syns dess röda "axlar" och den har långa gula ben. De västliga populationerna är rödare medan populationerna i Florida generellt är ljusare. Adulta fåglar har kraftigare fläckad ovansida än subadulta.

## Utbredning och systematik
Bandvingad vråk delas upp i fem underarter fördelade i tre grupper:
- lineatus-gruppen
  - Buteo lineatus lineatus – förekommer i östra Nordamerika (södra Kanada till centrala USA)
  - Buteo lineatus texanus – förekommer i södra Texas
  - Buteo lineatus alleni – förekommer från sydcentrala Texas till South Carolina och norra Florida
- Buteo lineatus extimus – förekommer i Florida och Florida Keys
- Buteo lineatus elegans – förekommer från södra Oregon till norra Baja California

## Status och hot
Arten har ett stort utbredningsområde och en stor population, och tros öka i antal. Utifrån dessa kriterier kategoriserar IUCN arten som livskraftig (LC).

## Bildgalleri

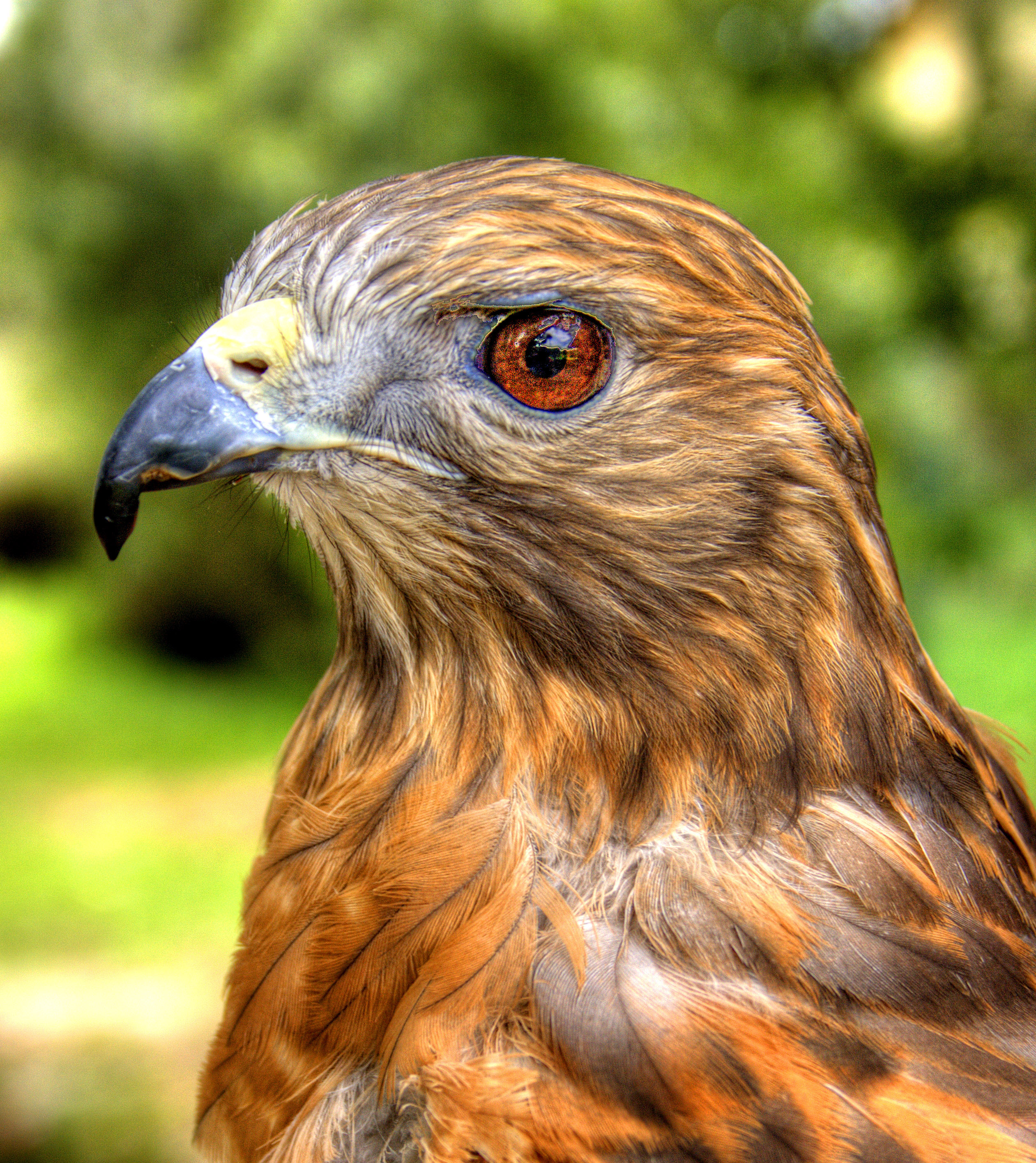
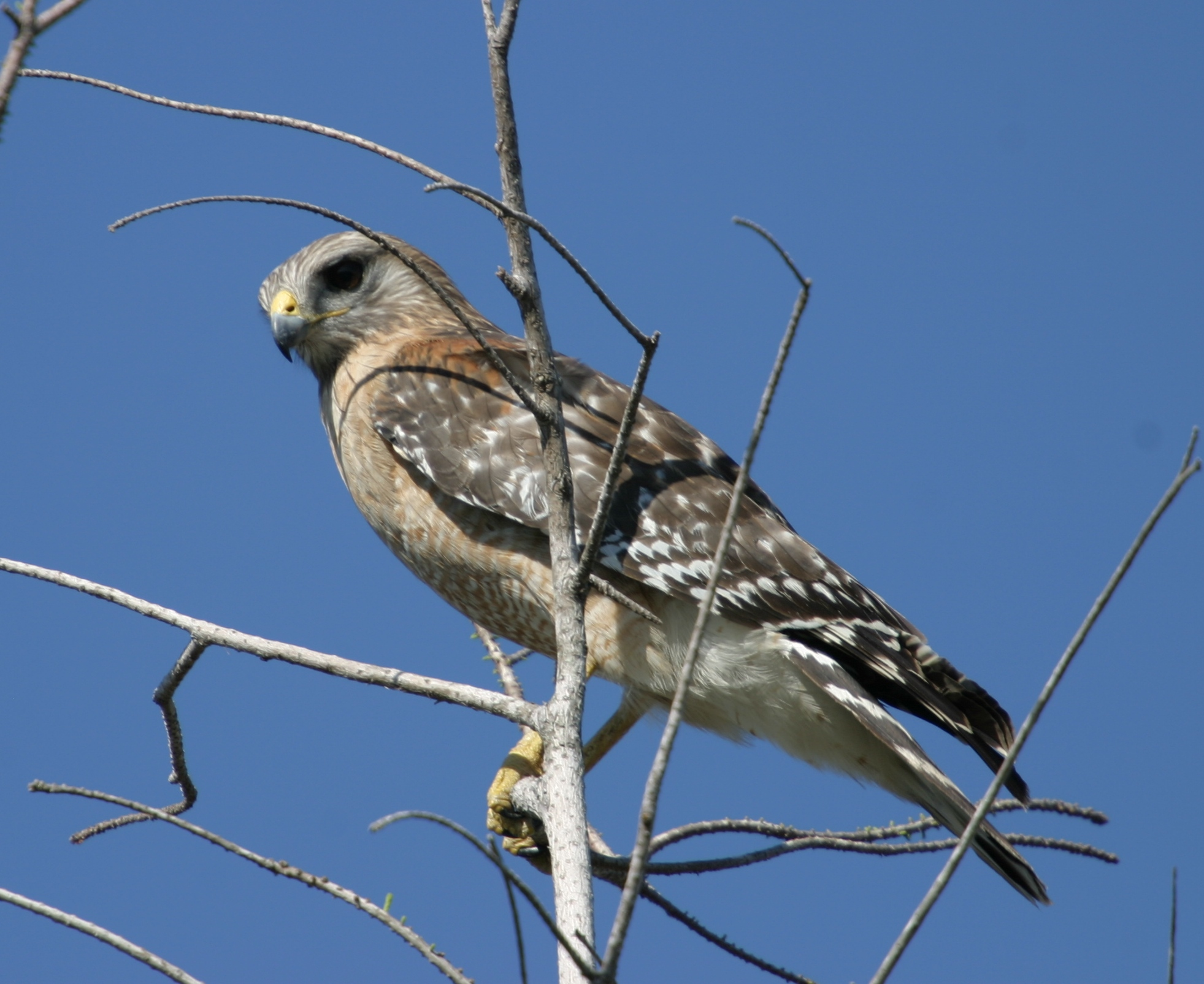
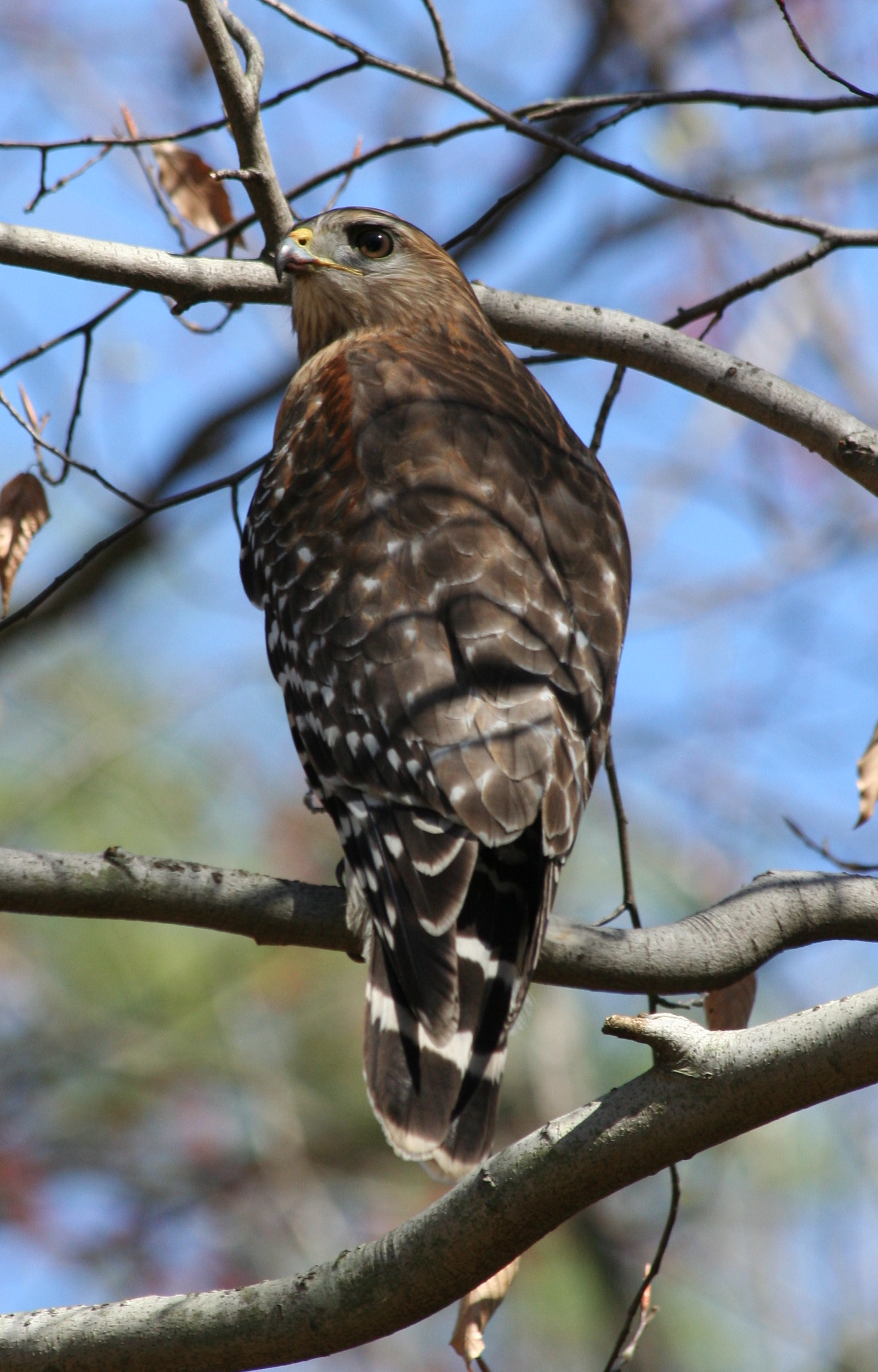
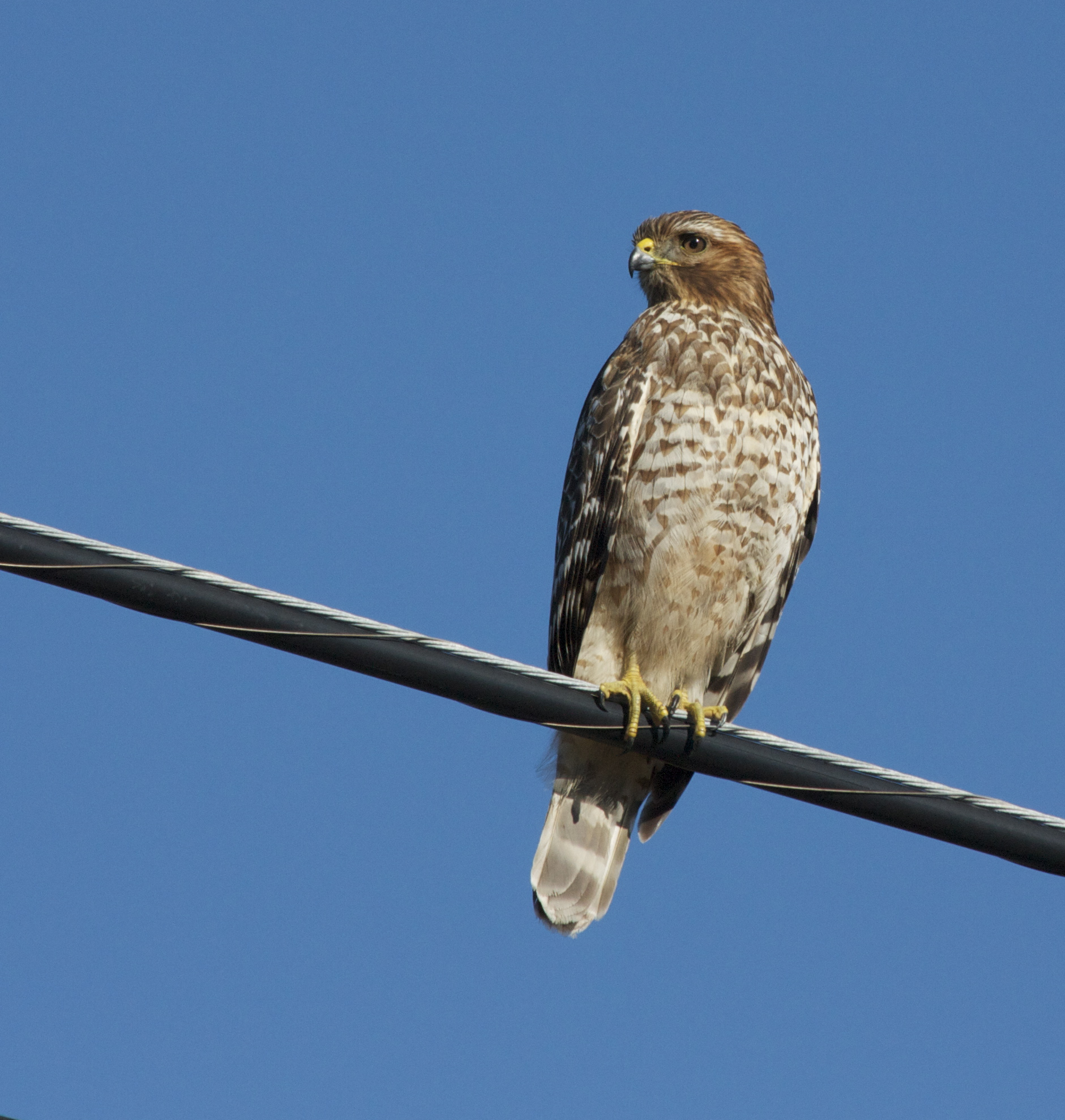
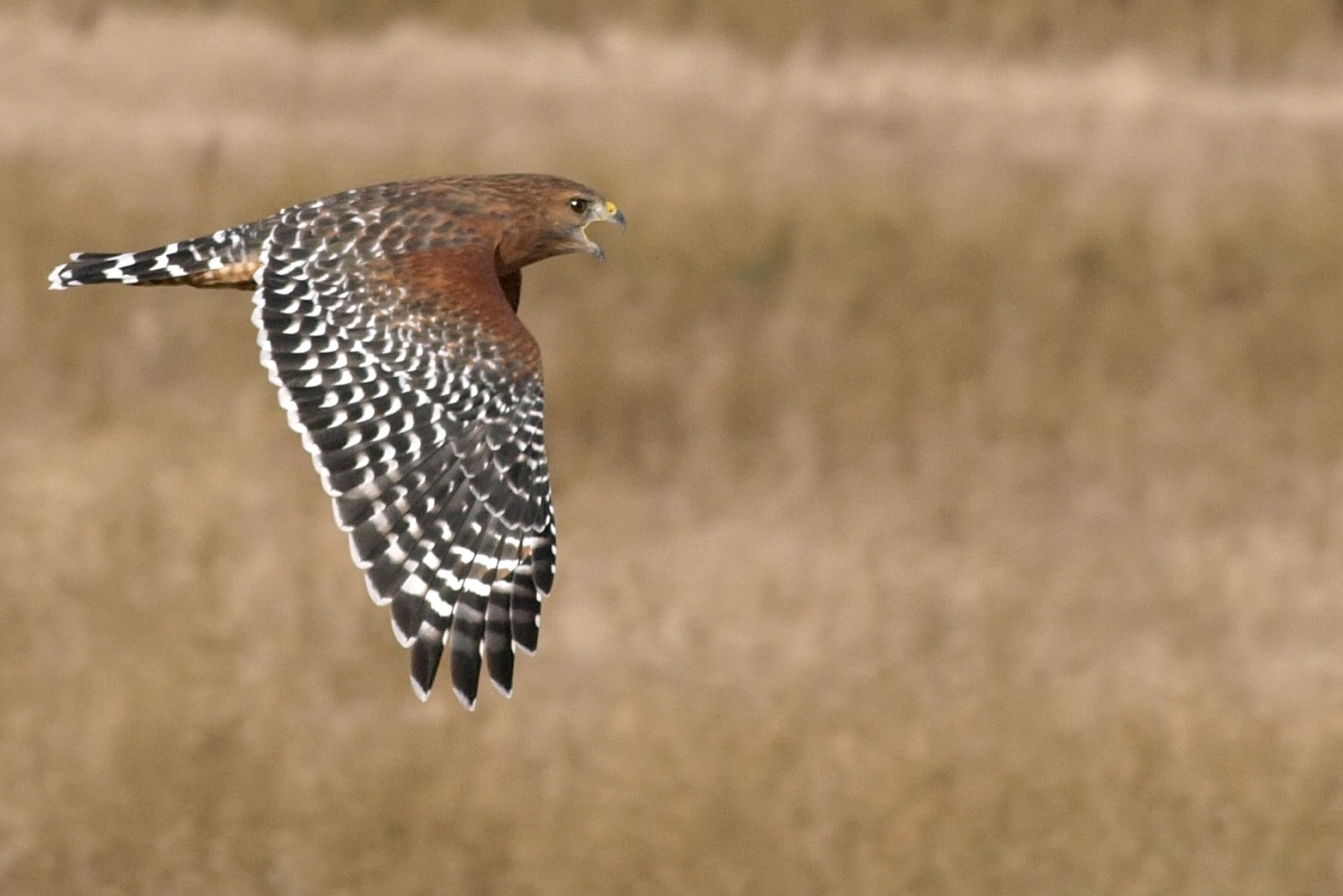
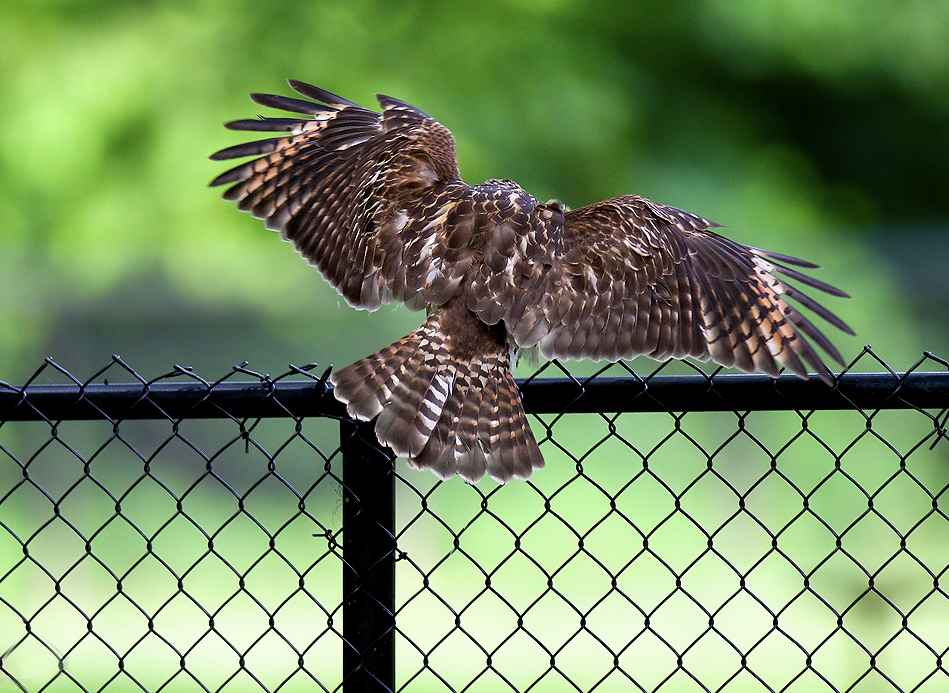